# Höjsalristningen
Höjsalsristningen är en omtvistad finländsk runristning. Midsommardagen 1978 upptäckte Hugo Berg runor och en ristad skeppsfigur vid Träskishällorna nära Höjsal träsk i Vörå socken i Österbotten.
Fyndet publicerades i Vasabladet den 27 juni 1978 av Kurt Jern. Jern transkriberade runorna till afliunut. En bakvänd l-runa (tredje runan) har senare omtolkats till en rättvänd t-runa. Läsningen blev då aftiunut och tolkningen efter (till minne av) Jonund. Senare har Evert Sahlberger omtolkat i-runan (fjärde runan) och läst den som en s-runa. En möjlig tolkning blir då:
aftsunut
efter (till minne av) son(en)
Denna runrads äkthet ifrågasattes nästan omgående av såväl finländsk som svensk expertis, av Carl Fredrik Meinander, Bengt Loman, Helmer Gustavson, Gösta Holm, Sven B. F. Jansson och Gösta Bågenholm. Särskilt den sistnämndes omdöme har hängt tungt över debatten. Fyndet av en runristad häll i Österbotten stämde inte med vedertagna arkeologiska och historiska hypoteser om etniska och språkliga förhållanden i Finlands förhistoria.